# Курпен
Курпен (рум. Curpen) — село у повіті Горж в Румунії. Входить до складу комуни Стенешть.
Село розташоване на відстані 237 км на захід від Бухареста, 13 км на північ від Тиргу-Жіу, 102 км на північний захід від Крайови.

## Населення
За даними перепису населення 2002 року у селі проживали 759 осіб, усі — румуни. Усі жителі села рідною мовою назвали румунську.